# Pini Badaš
Pini Badaš (hebrejsky: פיני בדש, formálně Pinchas Badaš, פנחס בדש) je izraelský politik a bývalý poslanec Knesetu za stranu Comet a alianci Likud-Gešer-Comet.

## Biografie
Narodil se 29. srpna 1952 ve vesnici Gilat. Vystudoval bakalářský program v oboru mechanické strojírenství na Ben Gurionově univerzitě. Na téže škole také získal magisterský titul z politiky a veřejné správy. Je držitelem licence pro civilního pilota. Sloužil v izraelské armádě, kde dosáhl hodnosti majora (Rav Seren). Pracoval jako inženýr a pilot.

## Politická dráha
Působí jako starosta města Omer v jižním Izraeli. Je členem vedení úřadu Negev Development Authority, zasedá ve Svazu místních samospráv. Je členem vedení sdružení pro melioraci regionu Nachal Šikma-Nachal Besor. Je členem vedení školy Technical College of Beer Sheva, Jižního výboru pro územní plánování a výstavbu, divadla v Beerševě a Muzea leteckých sil. Angažuje se ve straně Comet.
V izraelském parlamentu zasedl poprvé po volbách v roce 1992, v nichž kandidoval za Comet. Byl členem výboru ekonomické záležitosti, výboru finančního a výboru pro záležitosti vnitra a životního prostředí. Mandát obhájil po volbách v roce 1996. Kandidoval tehdy za střechovou kandidátní listinu Likud-Gešer-Comet. Nastoupil do funkce člena výboru pro zahraniční záležitosti a obranu a finančního výboru. Předsedal podvýboru pro místní samosprávy. Mandát ukončil předčasně, v listopadu 1998, na základě nově zavedeného zákazu souběžného členství v Knesetu a zastávání postu starosty. V Knesetu jej nahradil Doron Šmu'eli.